# Буи (Тексас)
Буи (енгл. Bowie) град је у америчкој савезној држави Тексас. По попису становништва из 2010. у њему је живело 5.218 становника.

## Демографија
Према попису становништва из 2010. у граду је живело 5.218 становника, што је 1 (0,0%) становника мање него 2000. године.
| Група             | 2000.         | 2010.         |
| Белци             | 4.861 (93,1%) | 4.481 (85,9%) |
| Афроамериканци    | 4 (0,1%)      | 11 (0,2%)     |
| Азијати           | 26 (0,5%)     | 34 (0,7%)     |
| Хиспаноамериканци | 247 (4,7%)    | 604 (11,6%)   |
| Укупно            | 5.219         | 5.218         |